# Thalassoalaimus aceratus
Thalassoalaimus aceratus är en rundmaskart som beskrevs av Vitiello 1970. Thalassoalaimus aceratus ingår i släktet Thalassoalaimus och familjen Oxystominidae. Inga underarter finns listade i Catalogue of Life.